# ティーノ島
ティーノ島（ティーノとう、イタリア語: Isola del Tino）は、リグーリア海岸に位置するイタリアの島。行政上はリグリア州ラ・スペツィア県ポルトヴェーネレに属する。
灯台と、中世に築かれた修道院の遺跡がある。近隣の島や沿岸集落とともにリグーリア海岸の優れた文化的景観を形成している。ユネスコの世界遺産「ポルトヴェーネレ、チンクエ・テッレと小島群（パルマリア島、ティーノ島、ティネット島）」を構成する物件の一つである。

## 地理
ティーノ島は、ポルトヴェーネレの南方、ラ・スペツィア湾 (it:Golfo della Spezia) の湾口西端に連なるスペッツィーノ諸島 (it:Arcipelago Spezzino) の島の一つ。スペッツィーノ諸島最大の島であるパルマリア島の南に位置する、面積 0.13 km2 の小島である。ティーノ島の南には、より小さなティネット島が所在する。
島は軍事区域の一部であり（ラ・スペツィアは軍港として知られる）、灯台が置かれている。
国際水路機関（IHO）の定義によれば、パルマリア島・ティネット島とともにリグリア海とティレニア海の境界である。

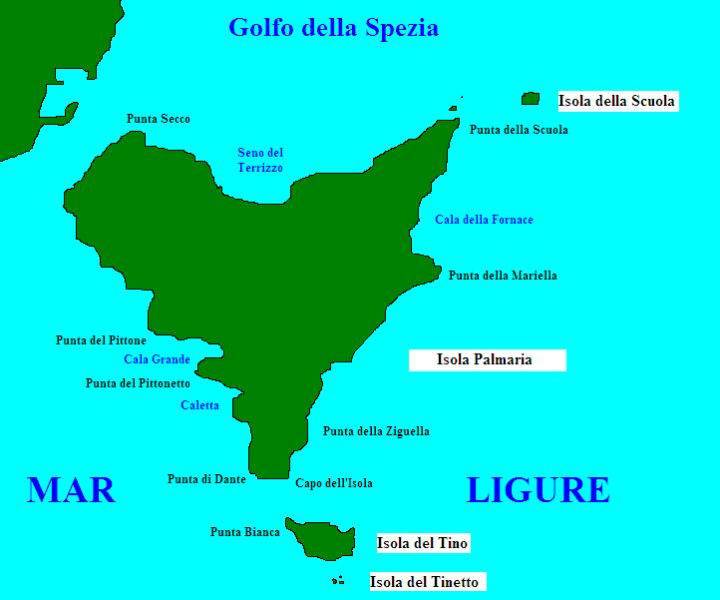
スペッツィーノ諸島

## 歴史
ラ・スペツィア湾の守護聖人である聖ウェネリウス（Saint Venerius, サン・ヴェネーリオ）ゆかりの島である。聖ウェネリウスははじめ隠者として、のちに修道院長となって没するまでこの島に暮らしたという。その没年は630年ともされるが、この聖人についての確かな資料は存在しておらず、9世紀の人物であるともされる。この島では9月13日が彼の聖名祝日となっている。
ウェネリウスが死を迎えた場所は聖地となり、聖遺物を納めるために11世紀には修道院も建設された。修道院の遺跡は島の北岸で見ることができる。
1997年に開催された第21回世界遺産委員会において、この島を含む「ポルトヴェーネレ、チンクエ・テッレと小島群（パルマリア島、ティーノ島、ティネット島）」が世界遺産リストに登録された。

## 登録基準
この世界遺産は世界遺産登録基準のうち、以下の条件を満たし、登録された（以下の基準は世界遺産センター公表の登録基準からの翻訳、引用である）。
- (2) ある期間を通じてまたはある文化圏において、建築、技術、記念碑的芸術、都市計画、景観デザインの発展に関し、人類の価値の重要な交流を示すもの。
- (4) 人類の歴史上重要な時代を例証する建築様式、建築物群、技術の集積または景観の優れた例。
- (5) ある文化（または複数の文化）を代表する伝統的集落、あるいは陸上ないし海上利用の際立った例。もしくは特に不可逆的な変化の中で存続が危ぶまれている人と環境の関わりあいの際立った例。